# Joaquín González Cuenca
(José) Joaquín González Cuenca (Sahagún, provincia de León; 27 de agosto de 1942 - Ciudad Real, 11 de mayo de 2023) fue un medievalista español.

## Biografía
Estudió Filología Hispánica en Madrid y Barcelona y se doctoró en la Complutense en la especialidad de Literatura Española, siendo discípulo de Fernando Lázaro Carreter. Su tesis fue Inventario de fuentes y textos para una poética del arte mayor castellano (1977), dirigida por José Fradejas Lebrero. Enseñó en la Universidad Autónoma de Madrid y estuvo varios años como profesor y catedrático de la Universidad de León; de allí pasó a la Universidad de Castilla-La Mancha, donde dirigió once tesis y formó a muchos investigadores. Se especializó en literatura medieval, en especial lírica cancioneril y Romanceros del Prerrenacimiento; también estudió y editó las Etimologías romanceadas de San Isidoro de Sevilla y confeccionó un trabajo lexicográfico sobre las mismas. Se le deben escrupulosas ediciones del Cancionero de Baena y del Cancionero general de Hernando del Castillo. Por esta última obra recibió el Premio Real Academia Española (2005). Fue candidato a rector de la UCLM en 1995, con un programa que buscaba primar la calidad de la enseñanza por encima de la imagen corporativa, como señaló a Lanza en una entrevista del 30 de noviembre de 1995, con propuestas que buscaban relanzar la proyección investigadora y luchar contra las limitaciones del sistema multicampus, pero perdió aquellas elecciones.

### Legado
Su biblioteca personal, de más de 20.000 volúmenes, la donó su hija a la ciudad de Sahagún. La cantidad de libros duplica el acervo previo contenido en la biblioteca local. Deja inédita una obra titulada Toledo, la contemplada, en la que se plantea el «enigma» de Toledo visto por escritores de distintas épocas y latitudes literarias, así como multitud de reflexiones, aforismos y poemas desperdigados en ediciones no venales.

## Obra
- Seis poemas de homenaje a los hombres y a las cosas de Sahagún (1966).
- Inventario de fuentes y textos para una poética del arte mayor castellano, Madrid: Universidad Complutense de Madrid, 1977.
- Ed. de El romance "Ya salen de Castilla" (1982)
- Ed. de Romance del rey Alonso, que ganó a Toledo. Toledo: Instituto Provincial de Investigaciones y Estudios Toledanos, 1982.
- Ed. de Cancionero de la Catedral de Segovia. Textos poéticos castellanos (1980)
- Ed. de Cancionero musical de Palacio (1996)
- Con Brian Dutton, Catalogo-Índice de la poesía cancioneril del siglo XV (1982)
- Con Brian Dutton, edición del Cancionero de Juan Alfonso de Baena (1993)
- Ed. de Etimologías de San Isidoro romanceadas Salamanca: Ediciones Universidad de Salamanca, 1983, 2 vols. Premio "Fray Bernardino de Sahagún" de la Diputación de León.
- Con Francisco Purroy Iraizoz. Montaña y río. Sierras de España. León de los cien misterios. Páramo y Ribera. El Bierzo y la Cabrera. La Montaña. Prólogo de Antonio Gamoneda. Madrid: Confederación Española de Cajas de Ahorros, 1987.
- Ed. de Cancionero general de Hernando del Castillo (Madrid: Castalia, 2004, 5 v.) galardonado con el premio y medalla de la Real Academia Española.
- El "Quijote", crónica de una itinerancia, 2004.
- Con Consolación González Casarrubios, Descubriendo La Mancha, Toledo: Castilla-La Mancha, Junta de Comunidades, 2003.
- Territorios del Quijote. Fotografías de José Manuel Navia Martínez, Lunwerg Editores, 2009.
- Sobre el sentido del "Quijote". La polémica de Juan Valera y Nicolás Díaz de Benjumea (2006).
- La seducción de Urganda. Vida y escritos de Nicolás Díaz de Benjumea (Sevilla, 1828 - Barcelona, 1884). Sevilla: Editorial Universidad de Córdoba / Editorial Universidad de Sevilla, 2019, 2 vols.